# Казул ле Безје
Казул ле Безје (фр. Cazouls-lès-Béziers) је насеље и општина у јужној Француској у региону Лангдок-Русијон, у департману Еро која припада префектури Безје.
По подацима из 2011. године у општини је живело 4583 становника, а густина насељености је износила 119,16 становника/km². Општина се простире на површини од 38,46 km². Налази се на средњој надморској висини од 77 метара (максималној 204 m, а минималној 16 m).

## Демографија
| 1962. | 1968. | 1975. | 1982. | 1990. | 1999. | 2011. |
| ----- | ----- | ----- | ----- | ----- | ----- | ----- |
| 3.123 | 3.171 | 3.050 | 3.071 | 3.251 | 3.321 | 4.583 |

График промене броја становника у току последњих година